# Saint-Martin-d'Entraunes
Saint-Martin-d'Entraunes (in italiano, desueto, San Martino d'Entraunes) è un comune francese di 153 abitanti situato nel dipartimento delle Alpi Marittime della regione Provenza-Alpi-Costa Azzurra.
I suoi abitanti sono chiamati Saint-Martinois (in italiano, desueto, erano detti San Martinesi) e sul territorio comunale si trova la piccola stazione di sport invernali di Val Pelens sulla strada del Col des Champs (Colle dei Campi).

## Storia
Dopo la conquista romana, compiuta nel 14 a.C., Augusto organizzò le Alpi in province. Il territorio dell'attuale comune di Saint-Martinois dipendeva dalla provincia delle Alpi Marittime ed era riattaccato alla civitas di "Glanate", più modernamente "Glandèves". Alla fine dell'Antichità, la diocesi di Glandèves riprese i limiti di tale "Civitas".
Dopo la morte della regina Giovanna, la valle d'Entraunes scelse di rendere omaggio al Conte di Savoia e di non riconoscere più il Conte di Provenza della Casa d'Angiò come sovrano legittimo.
Nel 1713 venne ceduto dai Savoia alla Francia e nel 1718 tornò sotto i Savoia, per poi ritornare nel 1815, dopo la Rivoluzione francese, l'impero Napoleonico ed il Congresso di Vienna, al Regno di Sardegna. Nel 1860, con la gran parte della Contea di Nizza, passò definitivamente alla Francia.
Nel XIX secolo il comune conobbe un certo slancio grazie alla tessitura della lana. La prima fabbrica venne aperta alla fine degli anni 1810 da François Ollivier nella sua località natale di Clots, sul modello di quelle del vicino Haut-Verdon.

## Società

### Evoluzione demografica
Abitanti censiti

## Monumenti e luoghi d'interesse
- Chiesa di San Martino (eglise de Saint-Martin), di stile romanico-provenzale, del XIII secolo, dall'architettura spoglia ed a navata unica. Il campanile romanico, separato dalla chiesa, è forse stato una torre di guardia, a fianco della place du Fort (piazza del Forte).
- Cappella di Saint-Guilhen, prossima alla place du Fort, il cui frontone, restaurato nel 1927 a seguito di un incendio, reca la frase: "Ricordati, peccatore, che San Michele ti peserà" (Souviens-toi pécheur, que saint Michel te pésera).

## Geografia antropica

### Frazioni
Sono frazioni del comune di Saint-Martin-d'Entraunes le località di Les Annous, Le Mounard e Val Pellens.